# Rujana Jeger
Rujana Jeger (ur. 10 listopada 1968 w Zagrzebiu jako Rujana Drakulić) – chorwacka pisarka i felietonistka.
W 1996 roku ukończyła archeologię na uniwersytecie w Zagrzebiu. Pisze felietony do chorwackiego wydania „Cosmopolitan”, współpracuje z wiedeńskim „Die Bunte Zeitung” i szwedzkim czasopismem „Amelia”. Od 1991 roku mieszka w Wiedniu.
Jej matką jest znana chorwacka pisarka i publicystka Slavenka Drakulić.
W Polsce nakładem Wydawnictwa Czarne ukazała się w 2004 roku debiutancka powieść Rujany – „Darkroom”.
W 2006 roku dla potrzeb Teatru Polonia powieść „Darkroom” adaptował Przemysław Wojcieszek.

## Książki
- „Darkroom” (2001)[2][3], książka o życiu na Bałkanach po konfliktach z lat 90. XX wieku. Motto tej książki brzmi: Życie jest jak "darkroom", nigdy nie wiesz kto i w jaki sposób cię wydyma, ani też kogo ty wydymasz i jak. Ale to zbyt podniecające, żeby ot tak po prostu wyjść.
- „Posve osobno” (2003) zbiór felietonów z chorwackiego wydania Cosmopolitana[4][5]
- „Opsjednuta” (2007) zbiór felietonów z chorwackiego wydania Cosmopolitana[6][7]